# Avvelenamento del pozzo
Per "avvelenamento del pozzo" si intende un tipo di fallacia argomentativa per cui ciò che sarà sostenuto dall'avversario viene pubblicamente delegittimato in anticipo, insinuando un sospetto circa la sua buona fede o sulla sua credibilità. Ogni cosa che dirà l'interlocutore sarà quindi ignorata, considerata irrilevante o del tutto falsa, da parte degli astanti.
L'avvelenamento del pozzo è un caso particolare di argumentum ad hominem. L'origine del termine proviene dalla pratica di gettare una piccola quantità di veleno in un pozzo prima che un esercito nemico invada il territorio, in questo modo tramite una piccola azione si ottengono risultati micidiali. L'espressione fu usata per la prima volta con questo senso da John Henry Newman nella sua Apologia Pro Vita Sua.

## Struttura
L'avvelenamento del pozzo può assumere la forma di argomento implicito o esplicito. Questo argomento ha la seguente forma:
1. un'informazione sfavorevole (sia essa vera o falsa, rilevante o irrilevante) contro "A" (il bersaglio) è presentata da un altro (esempio: "Prima che ascoltiate il mio avversario, vorrei ricordarvi che lui è stato in prigione");
2. conclusione implicita: "Pertanto, ogni richiesta fatta da "A" non può essere fatta valere".

Una variante di questa forma consiste nell'applicazione di un attributo negativo a eventuali futuri avversari, nel tentativo di scoraggiare il dibattito (per esempio: "Questa è la mia posizione sul finanziamento del sistema della pubblica istruzione e chiunque sia in disaccordo con me odia i bambini"). Dunque, la persona che si farà avanti per contestare la posizione di colui che ha applicato preventivamente questo attributo negativo rischierà di vedere attribuita a se stesso l'etichetta sfavorevole.
Questo argomento può presentarsi anche in un'altra forma:
1. vengono presentate definizioni sfavorevoli (vere o false) che impediscono il disaccordo (o fanno valere la posizione affermativa);
2. eventuali contestazioni che preventivamente non accettino le definizioni di cui sopra vengono automaticamente respinte.